# Гарсия, Раймундо
Раймундо Гарсия (исп. Raimundo García; 27 мая 1936, Буэнос-Айрес — 13 октября 2020) — аргентинский шахматист, международный мастер (1964).
Победитель Латиноамериканского турнира 1962 года в г. Мар-дель-Плата.
Чемпион Аргентины 1963 года (после дополнительного матч-турнира с С. Швебером и Х. Кляйном).
В составе национальной сборной участник четырёх олимпиад (1964—1968, 1972).
Участник зональных турниров: 1963 в г. Форталеза (9 место), 1966 в г. Термас де Рио Ондо (поделил 5-6 место с С. Швебером) и 1969 в г. Мар-дель-Плата (поделил 3-4 место с Э. Мекингом, уступил последнему в матче за выход в межзональный турнир).
На момент смерти имел рейтинг 2240 пунктов, занимал 108-ю позицию в рейтинг-листе активных аргентинских шахматистов и 262-е место среди всех шахматистов Аргентины.

## Изменения рейтинга
| Графики недоступны из-за технических проблем. См. информацию на Фабрикаторе и на mediawiki.org. |